# Vladímir Újov
Vladimir Uchov (Unión Soviética, 21 de enero de 1924-25 de mayo de 1996) fue un atleta soviético especializado en la prueba de 50 km marcha, en la que consiguió ser campeón europeo en 1954.

## Carrera deportiva
En el Campeonato Europeo de Atletismo de 1954 ganó la medalla de oro en los 50 km marcha, llegando a meta en un tiempo de 4:22:11 segundos que fue récord de los campeonatos, por delante del checoslovaco Josef Doležal (plata con 4:25:07 segundos) y del húngaro Antal Róka (bronce con 4:31:32 segundos).